# Epipactis stephensonii
Epipactis stephensonii är en orkideart som beskrevs av Masters John Godfery 1933. Epipactis stephensonii ingår i släktet knipprötter, och familjen orkidéer. Arten förekommer i Europa och inga underarter finns listade i Catalogue of Life.